# Vạn Phước
Vạn Phước là một xã thuộc huyện Vạn Ninh, tỉnh Khánh Hòa, Việt Nam.
Xã Vạn Phước có diện tích 24,41 km², dân số năm 1999 là 8134 người, mật độ dân số đạt 333 người/km².